# The Dears
The Dears ist eine kanadische Indie-Rockband. Sie wurde 1995 in Montreal gegründet.

## Geschichte
Treibende Kraft hinter der Band ist der Sänger Murray Lightburn. Lightburn umgibt der Ruf eines Perfektionisten. Dies führte zu zahlreichen Umbesetzungen innerhalb der Band. Inzwischen ist er das einzig verbliebene Gründungsmitglied. In der aktuellen Besetzung spielen neben Lightburn noch Rob Benvie, George Donoso, Valerie Jodoin-Keaton, Martin Pelland und Natalia Yanchak bei The Dears.
Der Stil der Band ist stark europäisch beeinflusst und erinnert an Aufnahmen von The Smiths, Serge Gainsbourg und Joy Division.
Das Debütalbum der Band End of a Hollywood Bedtime Story erschien 2000. In den Jahren 2001 und 2002 folgten die EPs Orchestral Pop-Noir Romantique und Protest sowie eine Zusammenstellung bis dahin unveröffentlichter Songs.
2004 erschien das zweite Studioalbum der Band. Mit der Singleauskoppelung Lost in the Plot erreichten The Dears im November 2004 mit Platz 49 erstmals die britischen Singlecharts. In den Independent Charts stieg die Single sogar auf Platz 4 ein.

## Diskografie
- 2000: End of a Hollywood Bedtime Story
- 2001: Orchestral Pop-Noir Romantique (EP)
- 2001: Nor the Dahlias: The Dears 1995-1998
- 2002: Protest (EP)
- 2004: No Cities Left
- 2004: Thank You, Good Night, Sold Out (Live)
- 2006: Gang of Losers
- 2008: Missiles
- 2011: Degeneration Street
- 2015: Times Infinity Volume One
- 2017: Times Infinity Volume Two
- 2020: Lovers Rock